# Sardoal
Sardoal – miejscowość w Portugalii, leżąca w dystrykcie Santarém, w regionie Centrum w podregionie Médio Tejo. Miejscowość jest siedzibą gminy o tej samej nazwie. 

## Demografia
| Liczba ludności gminy Sardoal (1801–2011) | Liczba ludności gminy Sardoal (1801–2011) | Liczba ludności gminy Sardoal (1801–2011) | Liczba ludności gminy Sardoal (1801–2011) | Liczba ludności gminy Sardoal (1801–2011) | Liczba ludności gminy Sardoal (1801–2011) | Liczba ludności gminy Sardoal (1801–2011) | Liczba ludności gminy Sardoal (1801–2011) | Liczba ludności gminy Sardoal (1801–2011) | Liczba ludności gminy Sardoal (1801–2011) |
| ----------------------------------------- | ----------------------------------------- | ----------------------------------------- | ----------------------------------------- | ----------------------------------------- | ----------------------------------------- | ----------------------------------------- | ----------------------------------------- | ----------------------------------------- | ----------------------------------------- |
| 1801                                      | 1849                                      | 1900                                      | 1930                                      | 1960                                      | 1981                                      | 1991                                      | 2001                                      | 2004                                      | 2011                                      |
| 4 213                                     | 4 480                                     | 5 804                                     | 6 863                                     | 6 854                                     | 5 022                                     | 4 430                                     | 4 104                                     | 3 992                                     | 3 941                                     |

## Sołectwa
Sołectwa gminy Sardoal (ludność wg stanu na 2011 r.)
- Alcaravela – 904 osoby
- Santiago de Montalegre – 229 osób
- Sardoal – 2406 osób
- Valhascos – 402 osoby